# Bělá u Horní Cerekve
Bělá (deutsch Biela) ist eine Gemeinde im Okres Pelhřimov, Tschechien.

## Geographie

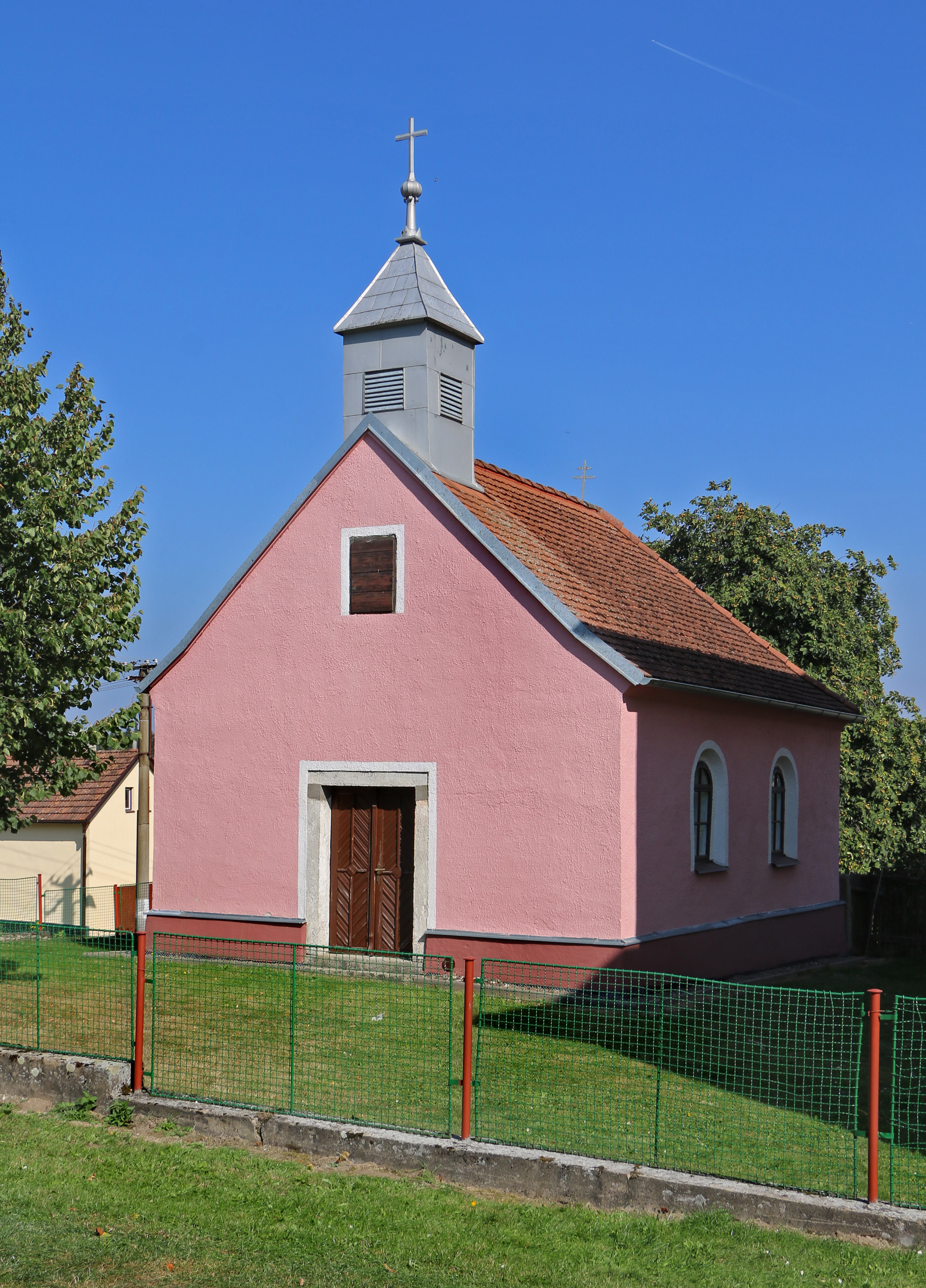
Kapelle

Bělá befindet sich in der Böhmisch-Mährischen Höhe am Bělský kopec (708 m) im Quellgebiet des Flüsschens Bělá. Sie liegt 13 Kilometer südlich von Pelhřimov.
Nachbarorte sind Janovice, Ostrovec und Josefinská Huť im Norden, Hříběcí im Osten, Turovka und Horní Ves im Südosten, Léskovec und Polesí im Süden, Ctiboř im Südwesten sowie Perky und Veselá im Westen.

## Geschichte
Erstmals urkundlich erwähnt wurde Bělá im Jahre 1517.

## Gemeindegliederung
Für die Gemeinde Bělá sind keine Ortsteile ausgewiesen.

## Sehenswürdigkeiten
- Kapelle am Dorfplatz